# مطار تشانغشا هوانغوا الدولي
مطار تشانغشا هوانغوا الدولي (بالإنجليزية: Changsha Huanghua International Airport) (إياتا: CSX، إيكاو: ZGHA) يقع في مدينة تشانغشا في جمهورية الصين الشعبية. صنف المطار في عام 2021، واحدًا من أكثر 50 مطارًا ازدحامًا في العالم، والمطار الثاني عشر الأكثر ازدحامًا في الصين، وثاني أكثر المطارات ازدحامًا في جنوب وسط الصين بعد مطار جوانجزو بايون الدولي والأكثر ازدحامًا في وسط الصين. تعامل في 2011 مع 13,684,731 راكب، وبلغ إجمالي حركة الطائرات (القادمة والمغادرة) 116,727 طائرة وقد بلغت كمية البضائع المنقولة عبر المطار 114,831 طن.

## شركات الطيران والوجهات

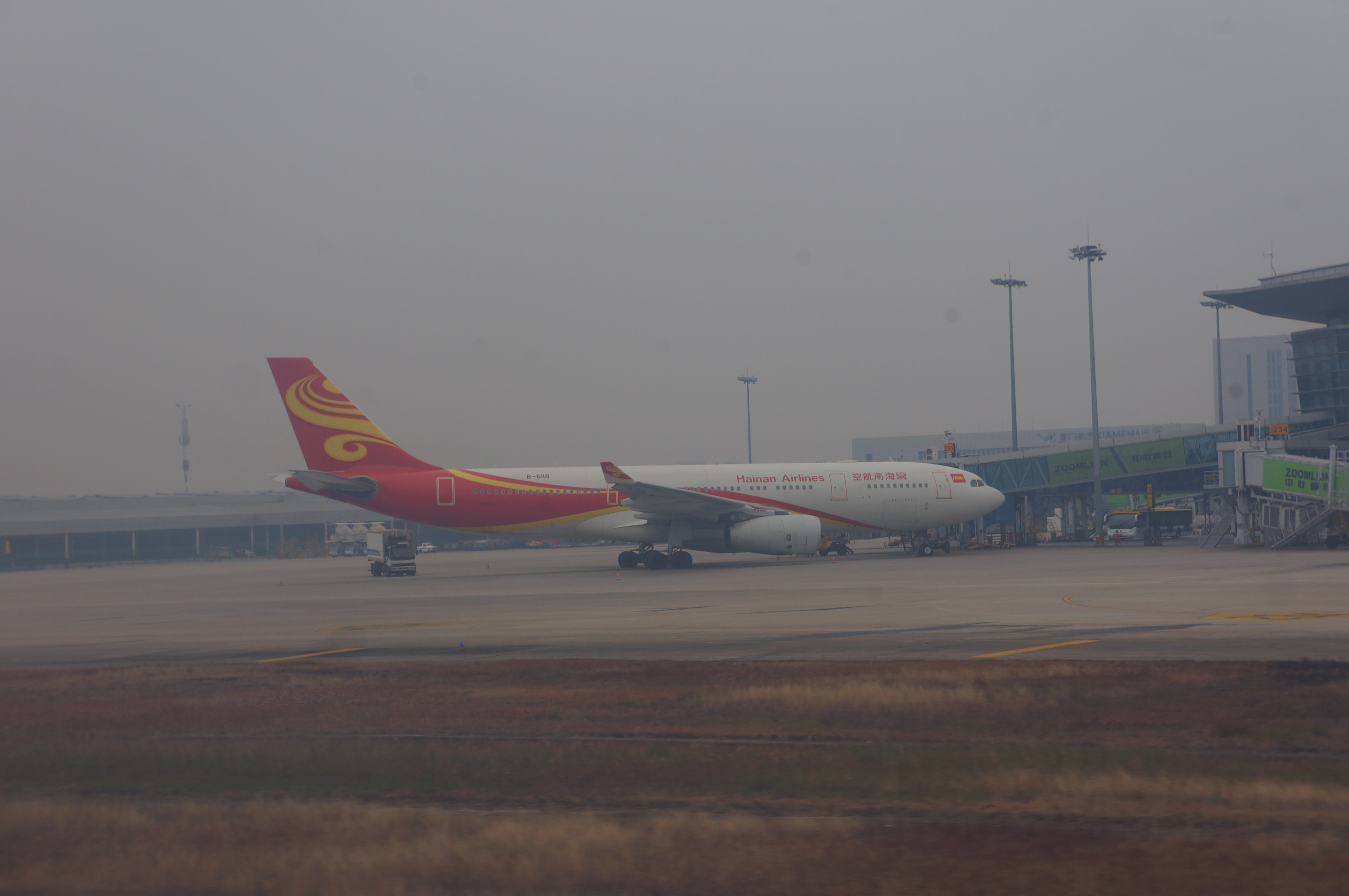
طائرة B-6118 في رصيف CSX الدولي: مشاهدة للطائرات ذات البدن العريض في مطار تشانغشا هوانغوا الدولي

### الركاب
| شركـات طيـران             | الوجهات |
| ------------------------- | --- |
| 9 Air                     | مطار هايكو ميلان الدولي، مطار لانتشو تشونغ تشوان، مطار ريتشاو، مطار شياويانغ واغانغ، مطار شينغي |
| طيران آسيا (إكس)          | مطار كوالالمبور الدولي |
| Air Chang'an              | مطار جينان الدولي |
| طيران الصين               | مطار بكين العاصمة الدولي، مطار بكين داشينغ الدولي، مطار تشنغدو شوانغليو الدولي، مطار جينغديو الجديد، مطار تشونغتشينغ جيانغبى الدولي، مطار تيانجين الدولي |
| Air Travel ‏               | مطار آلتاي، مطار بوشان يوندوان، مطار تشانغتشي وانغشون، مطار جينغديو الجديد، مطار لانجانغ، مطار ديهونغ مانغشي، مطار نانجينغ الدولي، مطار شنيانغ الدولي، مطار شينينغ الدولي، مطار شيشوانغباننا غاسا |
| خطوط آسيانا الجوية        | مطار إنتشون الدولي |
| خطوط العاصمة بكين الجوية  | مطار سوفارنابومي الدولي، مطار بكين داشينغ الدولي، مطار تشانغتشون الدولي، مطار هايكو ميلان الدولي، مطار هاربين الدولي، مطار غينغادو جياودونغ الدولي، مطار سانيا فينيكس الدولية، مطار شنيانغ الدولي |
| Chengdu Airlines          | مطار اكسو، مطار تشنغدو شوانغليو الدولي، مطار جينغديو الجديد، مطار دونهوانغ، مطار هايلار دونغشان، مطار جينان الدولي، مطار كونمينغ جانغشوي الدولي، مطار لانتشو تشونغ تشوان، مطار مانزهولوي شيجياو، مطار نانجينغ الدولي، مطار سانيا فينيكس الدولية، مطار شنيانغ الدولي، مطار يهاي داسهويبو، مطار شيان شيانيانغ الدولي، مطار شيشوانغباننا غاسا |
| خطوط شرق الصين الجوية     | مطار أنقينج تيانزهوشان، مطار تشانغتشو بيننو، مطار دالي، مطار فوتشو تشانغله الدولي، مطار هايكو ميلان الدولي، مطار جييانغ شاوشان، مطار كونمينغ جانغشوي الدولي، مطار لانتشو تشونغ تشوان، مطار لاسا الدولي، مطار نانجينغ الدولي، مطار سانيا فينيكس الدولية، مطار شانغهاي هونغكياو الدولي، مطار شانغهاي بودنغ الدولي، مطار شانغي سنغافورة، مطار سنن شوفانغ الدولي، مطار شيان شيانيانغ الدولي، مطار شيشوانغباننا غاسا، مطار سوزهو جوانين، مطار نانيانغ يانتشنغ، مطار يانتاي جاوشوي الدولي، مطار ينتشوان خه دونغ |
| طيران الصين اكسبرس        | مطار باوتو يرليبان، مطار تشونغتشينغ جيانغبى الدولي، مطار شياويانغ واغانغ، Wuhu، مطار خه هوا تشانغجياجيه |
| خطوط جنوب الصين الجوية    | مطار سوفارنابومي الدولي، مطار بكين داشينغ الدولي، مطار بولي ألاشهانكو، مطار تشانغتشون الدولي، مطار تشنغدو شوانغليو الدولي، مطار تشونغتشينغ جيانغبى الدولي، مطار دالي، مطار داليان الدولي، مطار قوانغتشو باييون الدولي، مطار قوييانغ لونغدونغابو الدولي، مطار هايكو ميلان الدولي، مطار نوي باي الدولي، مطار هاربين الدولي، مطار هوهوت بايتا الدولي، مطار هونغ كونغ الدولي، مطار جييانغ شاوشان، مطار جينان الدولي، مطار كورلا، مطار كوالالمبور الدولي، مطار كونمينغ جانغشوي الدولي، مطار لانتشو تشونغ تشوان، مطار ساني ليجيانغ، مطار ماكاو الدولي، مطار ميشيان، مطار تشوبو سنتراير الدولي، مطار جومو كينياتا الدولي، مطار نانجينغ الدولي، مطار نانينغ الدولي، مطار نينغبو ليش الدولي، مطار كانساي الدولي، مطار غينغادو جياودونغ الدولي، مطار جينجيانغ تشيوانتشو، مطار سانيا فينيكس الدولية، مطار إنتشون الدولي، مطار شانغهاي بودنغ الدولي، مطار شنيانغ الدولي، مطار تايوان تاويوان الدولي، مطار تاييوان وسو الدولي، مطار تيانجين الدولي، مطار ناريتا الدولي، مطار توربان جياهوي، مطار أورومتشي الدولي، مطار ونزهو يونجقيانج الدولي، مطار شيان شيانيانغ الدولي، مطار شيشوانغباننا غاسا، مطار يبين واليانجي، مطار ينتشوان خه دونغ، مطار ينينغ، مطار خه هوا تشانغجياجيه، مطار تشوهاى سانزو |
| China United Airlines     | مطار بكين داشينغ الدولي، مطار اوردوس إيجين هورو، مطار ونزهو يونجقيانج الدولي |
| Chongqing Airlines        | مطار تشونغتشينغ جيانغبى الدولي، مطار نانيانغ يانتشنغ |
| Colorful Guizhou Airlines | مطار قوييانغ لونغدونغابو الدولي، مطار يبين واليانجي |
| Dalian Airlines           | مطار داليان الدولي، مطار جينان الدولي |
| Donghai Airlines          | مطار هايكو ميلان الدولي، مطار نانتونغ شينغ دونغ |
| Fuzhou Airlines           | مطار فوتشو تشانغله الدولي |
| Grand China Air           | مطار هاربين الدولي |
| طيران جي إكس              | مطار داليان الدولي، مطار فويانغ شيغوان، مطار قوانغتشو باييون الدولي، مطار جينان الدولي، مطار جينينغ كوفو، مطار ليني شوبولينغ، مطار نانينغ الدولي، مطار تانغشان سانوهي، مطار ويفانغ، مطار سوزهو جوانين، مطار يانتاي جاوشوي الدولي، مطار ييتشانغ سانشيا، مطار يولين يو يانغ، مطار تشوشان بوتوشان |
| خطوط هاينان الجوية        | مطار بكين العاصمة الدولي، مطار تشانغتشون الدولي، مطار تشونغتشينغ جيانغبى الدولي، مطار داليان الدولي، مطار فوتشو تشانغله الدولي، مطار هايكو ميلان الدولي، مطار هانغتشو شياوشان الدولي، مطار هوهوت بايتا الدولي، مطار جينان الدولي، مطار كونمينغ جانغشوي الدولي، مطار لانتشو تشونغ تشوان، مطار لندن هيثرو، مطار ملبورن الدولي، مطار نانينغ الدولي، مطار نينغبو ليش الدولي، مطار غينغادو جياودونغ الدولي، مطار جينجيانغ تشيوانتشو، مطار سانيا فينيكس الدولية، مطار شانغهاي بودنغ الدولي، مطار شنيانغ الدولي، مطار سيدني، مطار تيانجين الدولي، مطار أورومتشي الدولي، مطار ونزهو يونجقيانج الدولي، مطار شيامن قاوتشي الدولي، مطار شينينغ الدولي، مطار سوزهو جوانين، Yan'an، مطار يانتاي جاوشوي الدولي، مطار ينتشوان خه دونغ، Yingkou |
| Hebei Airlines            | مطار بكين داشينغ الدولي، مطار شنيانغ الدولي، مطار شيجياتشوانغ تشنغدينغ الدولي |
| خطوط هملايا الجوية        | مطار تريبوفان الدولي (متوقفة) |
| I-Fly                     | موسمي عارض: مطار فنوكوفو الدولي |
| Joy Air                   | مطار فوتشنغ بيهاي، مطار هاربين الدولي، مطار ليبنغ، مطار تونغرين فينغوانغ، مطار شانغينغ ليوجي، مطار خه هوا تشانغجياجيه |
| خطوط جونياو الجوية        | مطار هويزهو، مطار ساني ليجيانغ، مطار كانساي الدولي، مطار شانغهاي هونغكياو الدولي، مطار شانغهاي بودنغ الدولي، مطار ونزهو يونجقيانج الدولي، مطار رينهواي ماوتاي |
| كوريا للطيران             | مطار إنتشون الدولي |
| Kunming Airlines          | مطار تشنغدو شوانغليو الدولي، مطار داتونغ يونغانغ، مطار كونمينغ جانغشوي الدولي، مطار ديهونغ مانغشي، مطار شنيانغ الدولي، مطار تاييوان وسو الدولي، مطار شيشوانغباننا غاسا، مطار يونتشنغ قوانقونغ، مطار رينهواي ماوتاي |
| Lanmei Airlines           | Siem Reap ‏ عارض: Sihanoukville |
| طيران لاوس                | مطار لوانغ برابانغ الدولي، مطار واتاي الدولي |
| ليون إير                  | عارض: مطار سام راتولانجي الدولي ‏ |
| طيران لونج                | مطار هانغتشو شياوشان الدولي، مطار تاييوان وسو الدولي، مطار ونزهو يونجقيانج الدولي، مطار شينينغ الدولي |
| خطوط طيران أوكاي          | مطار تشنغدو شوانغليو الدولي، مطار تشونغتشينغ جيانغبى الدولي، مطار داليان الدولي، مطار دا نانغ الدولي، مطار هاربين الدولي، مطار جيجو الدولي، مطار جييانغ شاوشان، مطار كاليبو الدولي، مطار كونمينغ جانغشوي الدولي، مطار لينفين غيوالي، مطار ليني شوبولينغ، مطار نانجينغ الدولي، مطار كام رانه الدولي، مطار كانساي الدولي، مطار يو تاباو الدولي، مطار غينغادو جياودونغ الدولي، مطار جينجيانغ تشيوانتشو، مطار شنيانغ الدولي، مطار تاييوان وسو الدولي، مطار تيانجين الدولي، مطار أورومتشي الدولي، مطار شيامن قاوتشي الدولي، مطار شيان شيانيانغ الدولي، مطار يانتاي جاوشوي الدولي، Zhanjiang |
| Pacific Airlines ‏         | عارض: مطار كام رانه الدولي |
| Qingdao Airlines          | مطار هايلار دونغشان، مطار هوهوت بايتا الدولي، مطار خوتان، مطار كاشغر الدولي، مطار لانتشو تشونغ تشوان، مطار جينجيانغ تشيوانتشو |
| Ruili Airlines            | مطار ديهونغ مانغشي، مطار بوير سيماو، مطار شنيانغ الدولي، مطار تينغشونغ توفينغ |
| سكوت للطيران              | مطار شانغي سنغافورة |
| خطوط شاندونغ الجوية       | مطار هايكو ميلان الدولي، مطار جينان الدولي، مطار غينغادو جياودونغ الدولي، مطار شيامن قاوتشي الدولي |
| خطوط شانغهاي الجوية       | مطار كونمينغ جانغشوي الدولي، مطار شانغهاي هونغكياو الدولي، مطار شانغهاي بودنغ الدولي، Wuzhou |
| خطوط شينزين الجوية        | مطار جينجيانغ تشيوانتشو، مطار شنيانغ الدولي، مطار سنن شوفانغ الدولي، مطار يانتاي جاوشوي الدولي |
| خطوط سيتشوان الجوية       | مطار تشانغتشو بيننو، مطار تشنغدو شوانغليو الدولي، مطار جينغديو الجديد، مطار تشونغتشينغ جيانغبى الدولي، مطار فوتشو تشانغله الدولي، مطار هاربين الدولي، مطار كونمينغ جانغشوي الدولي، مطار لونغيان غوانزهيشان، مطار سانيا فينيكس الدولية، مطار ونزهو يونجقيانج الدولي، مطار شيامن قاوتشي الدولي، مطار شيتشانغ تشينغشان |
| سبرينغ (شركة طيران)       | مطار شانغهاي بودنغ الدولي، مطار شيشوانغباننا غاسا |
| خطوط سريويجايا الجوية     | عارض: مطار نغوراه راي الدولي |
| طيران آسيا (تايلاند)      | مطار دون موينغ، مطار تشيانغ مي |
| Thai Lion Air             | مطار دون موينغ |
| Thai Smile                | مطار سوفارنابومي الدولي |
| خطوط تيانجين الجوية       | مطار تشونغتشينغ جيانغبى الدولي، مطار داليان الدولي، Dazhou، مطار هايكو ميلان الدولي، مطار هوهوت بايتا الدولي، مطار كونمينغ جانغشوي الدولي، مطار لينفين غيوالي، مطار ليوبانشوي يويزهاو، مطار نينغبو ليش الدولي، مطار شيهيان ودانغشان، مطار تيانجين الدولي، مطار أورومتشي الدولي |
| طيران التبت               | مطار كونمينغ جانغشوي الدولي، مطار لاسا الدولي، مطار ساني ليجيانغ |
| أورومتشي للطيران          | مطار لانتشو تشونغ تشوان، مطار أورومتشي الدولي |
| West Air ‏                 | مطار تشونغتشينغ جيانغبى الدولي، مطار نينغبو ليش الدولي، مطار شيامن قاوتشي الدولي |
| خطوط فيت جيت              | مطار كام رانه الدولي |
| خطوط زيامن الجوية         | مطار بكين داشينغ الدولي، مطار تشانغتشون الدولي، مطار تشونغتشينغ جيانغبى الدولي، مطار داليان الدولي، مطار فوتشو تشانغله الدولي، مطار هانغتشو شياوشان الدولي، مطار هاربين الدولي، مطار هوهوت بايتا الدولي، مطار هوايان ليانشوي، مطار جينان الدولي، مطار لانتشو تشونغ تشوان، Lianyungang، مطار ساني ليجيانغ، مطار لوئهو يونلونغ، مطار ميانيانغ نانيجو، مطار نانشونغ غاوبينغ، مطار نانجينغ الدولي، مطار غينغادو جياودونغ الدولي، مطار جينجيانغ تشيوانتشو، مطار سانيا فينيكس الدولية، مطار شنيانغ الدولي، مطار تايوان تاويوان الدولي، مطار تيانجين الدولي، مطار أورومتشي الدولي، مطار شيامن قاوتشي الدولي، مطار شيان شيانيانغ الدولي، مطار شينينغ الدولي، مطار وتايشهان، مطار يانغزهو تايزهو، مطار ينتشوان خه دونغ، مطار يونتشنغ قوانقونغ موسمي: مطار هايلار دونغشان |

### الشحن
| شركـات طيـران     | الوجهات                 |
| ----------------- | ----------------------- |
| Jisheng Airlines  | مطار بلغراد نيكولا تسلا |
| خطوط أس أف الجوية | مطار كانساي الدولي      |

## معرض صور

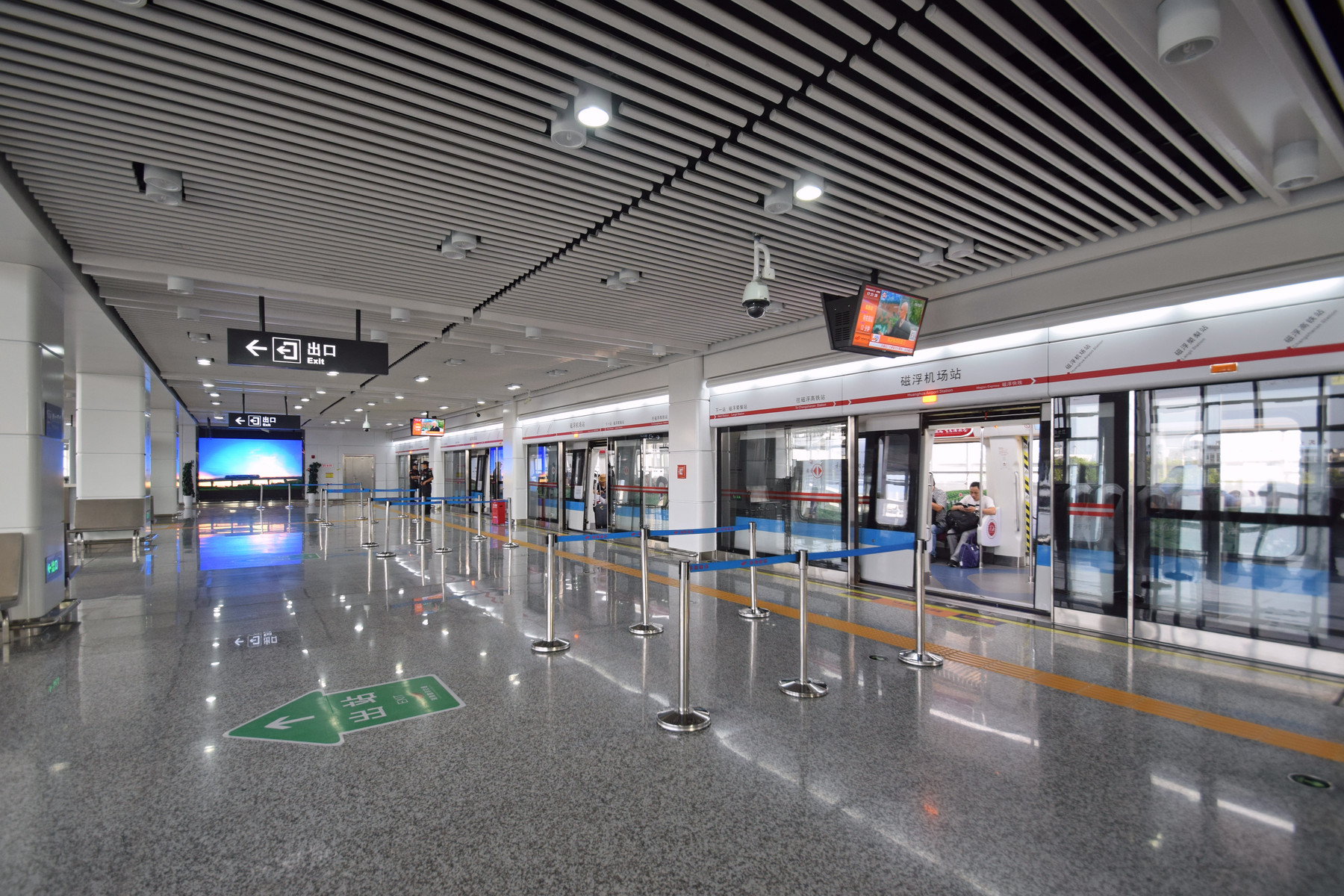
محطة مطار هوانغوا (2016)
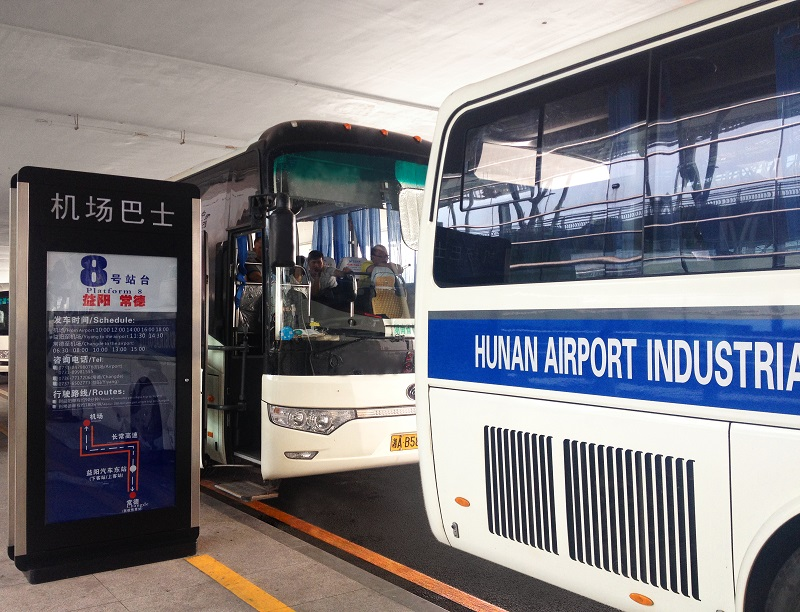
خدمات الحافلات
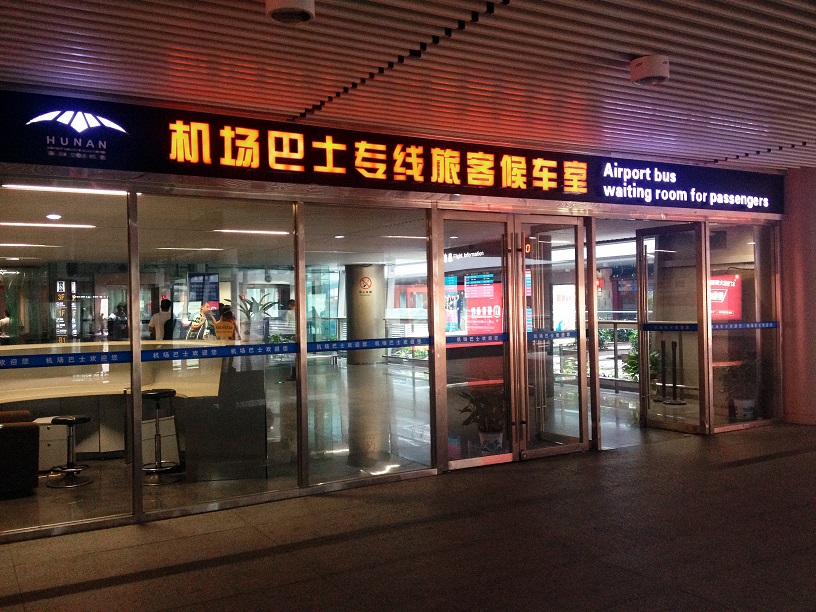
منطقة انتظار الحافلات
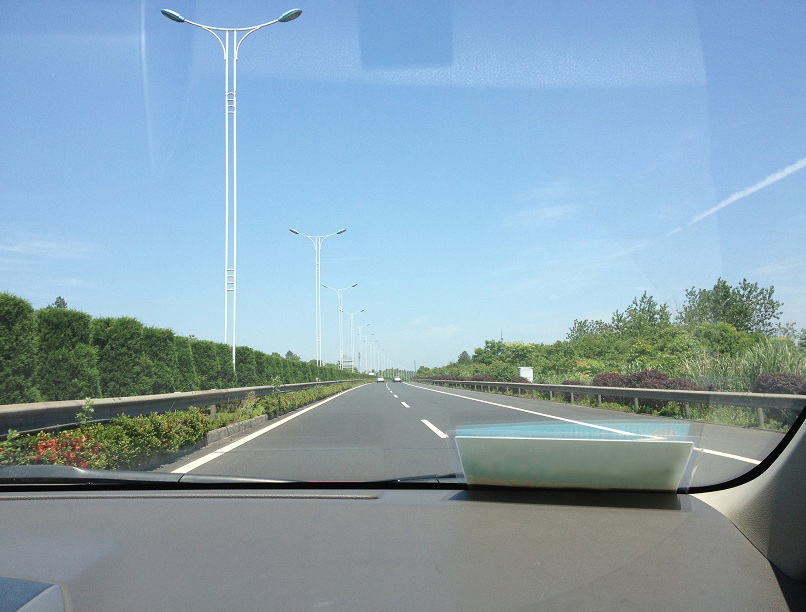
طريق مطار تشانغشا السريع (S40)
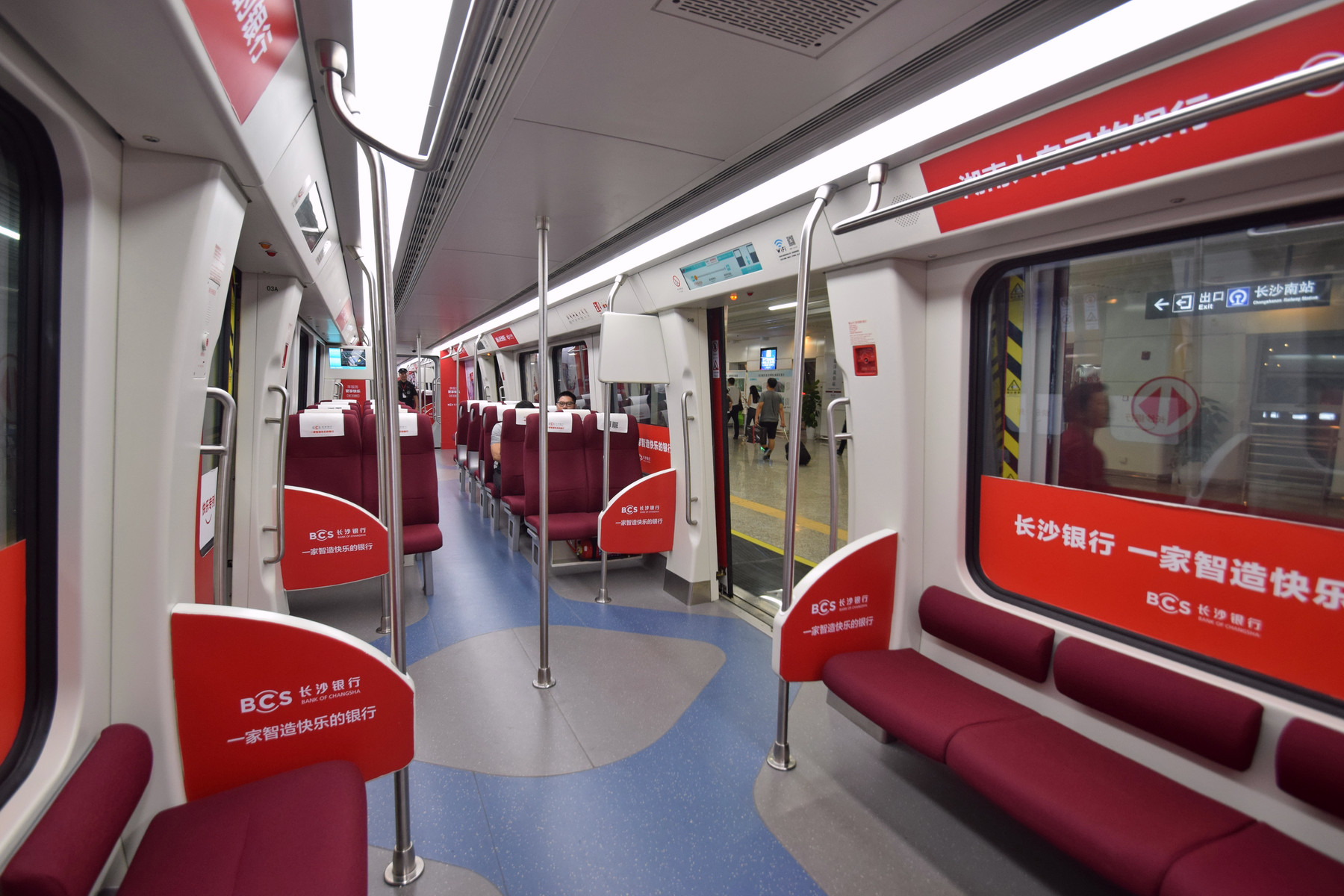